# Marcel Escoffier
Marcel Delphin Escoffier (* 29. November 1910 in Monaco; † 9. Januar 2001 in Ariccia, Italien) war ein monegassisch-französischer Kostümbildner.

## Leben und Wirken
Escoffier galt als ein herausragender Couturier des französischen Nachkriegsfilms. Er erhielt seine Ausbildung an der École nationale supérieure des arts décoratifs de Paris und wirkte anschließend als Assistent von Christian Bérard. Zunächst arbeitete er an Pariser Bühnen, nach dem Krieg auch an deutschen und US-amerikanischen Spielstätten (Broadway und die Met). Seine Ausflüge an die Oper brachten ihn mit Herbert von Karajan und Maria Callas zusammen.
Bis Kriegsende 1945 arbeitete Escoffier nur selten beim Film, seine bedeutendste Arbeitsphase begann in diesem Jahr, als er bei dem Märchenfilm Es war einmal erstmals mit Jean Cocteau zusammenarbeitete. Bis Ende der 1940er Jahre kooperierte Escoffier noch häufig mit Cocteau, bis dieser sich nach Orpheus wieder vom Kino weitgehend abwandte. In den folgenden zwei Jahrzehnten kreierte Marcel Escoffier vor allem Kostüme zu aufwendigen Historienstoffen bzw. Literaturadaptionen. Seine umfassendsten Kreationen schuf er für großangelegte Unterhaltungsproduktionen wie Fanfan, der Husar, Lola Montez, Der Kurier des Zaren, Die Elenden, Lady L., Madame Sans-Gêne und Mayerling. Nach seinen umfangreichen Kostümentwürfen zu Franco Zeffirellis ambitioniertem Fernsehvierteiler Jesus von Nazareth (1976) zog sich Marcel Escoffier, der zuletzt lange in Italien gelebt hatte, ins Privatleben zurück. Er starb Anfang 2001 in der Nähe von Rom.

## Filmografie
- 1938: Drei Walzer (Trois valses)
- 1939: Die weiße Sklavin (L’Esclave blanche)
- 1942: Carmen
- 1945: Es war einmal (La Belle et la Bête)
- 1946: Der Idiot (L’Idiot)
- 1947: Ruy Blas, der Geliebte der Königin (Ruy Blas)
- 1948: Der Doppeladler (L’aigle à deux têtes)
- 1948: Das Geheimnis von Mayerling (Le Secret de Mayerling)
- 1949: Orpheus (Orphée)
- 1949: Singoalla (Singoalla)
- 1950: Ballerina (Ballerina)
- 1950: Gott braucht Menschen (Dieu a besoin des hommes)
- 1951: Nez de cuir
- 1952: Fanfan, der Husar (Fanfan la Tulipe)
- 1952: Die Veilchen der Kaiserin (Les Violettes impériales)
- 1953: Lucrezia Borgia (Lucrèce Borgia)
- 1953: Liebe, Frauen und Soldaten (Destinées)
- 1953: La Belle de Cadix
- 1954: Sehnsucht (Senso)
- 1954: Einer Frau erobert die Welt (La Belle Otéro)
- 1954: Madame Dubarry (Madame Du Barry)
- 1955: Nana
- 1955: Lola Montez
- 1956: Der Kurier des Zaren (Michel Strogoff)
- 1956: Der Modekönig (Le Couturier de ces dames)
- 1957: Des Königs bester Mann (La Tour, prends garde!)
- 1957: Immer, wenn das Licht ausgeht (Pot-Bouille)
- 1957: Die Elenden (Les misérables)
- 1960: Die Prinzessin von Cleve (La Princesse de Clèves)
- 1960: ...und vor Lust zu sterben (Et mourir de plaisir)
- 1961: Madame Sans-Gêne (Madame Sans-Gêne)
- 1963: Die Gleichgültigen (Gli indifferenti)
- 1963: La Bohème
- 1965: Lady L
- 1967: Siebenmal lockt das Weib (Woman Times Seven)
- 1967: Ehe in Rom (Il padre di famiglia)
- 1968: Mayerling
- 1968: Phèdre
- 1970: Musketier mit Hieb und Stich
- 1973: Die Reise nach Palermo (Il viaggio)
- 1977: Jesus von Nazareth (Fernsehvierteiler)